# Mazouna
Mazouna là một đô thị thuộc tỉnh Relizane, Algérie. Dân số thời điểm năm 2002 là 22.544 người.